# Flamskyddsmedel
Flamskyddsmedel är kemikalier som ska motverka att brand uppstår i brandfarliga material. Det används i produkter som plaster, textiler och elektronisk utrustning. Exempel på flamskyddsmedel är polybromerade difenyletrar (organiska) och trinatriumfosfat (oorganiskt).

## Historia
Flamskyddsmedel har använts sedan 1800-talet, och deras uppgift är att vid en eventuell värmeutveckling fördröja brand. De första flamskyddsmedlen avsåg att ge teaterridåer ett visst motstånd mot brand.
I takt med allt mer plastanvändning har nya medel utvecklats. De medel som ingår i gruppen flamskyddsmedel har olika grad av miljöpåverkan, vilket har medfört att vissa av dem är förbjudna i Sverige, medan andra inte är det.

## Användning och miljöaspekter
Flamskyddsmedel gör material svårantändliga, men inte obrännbara. De brinner med mindre flamma men istället bildas ohälsosam rök.
De förekommer ofta på platser eller i produkter som är lättillgängliga för allmänheten, till exempel möbler i offentlig miljö, hemelektronik och värmeisolering i byggnader. Avsikten med flamskyddsmedel är att ge skydd under en produkts hela livscykel, vilket resulterat i att flera av dem är svårnedbrytbara miljögifter. En del av ämnena är organiska och fettlösliga. Detta kan göra dem miljöfarliga genom att levande organismer ackumulerar fettlösliga kemikalier uppåt i näringskedjan vilket inte sker i samma utsträckning för vattenlösliga.
De främsta åtgärderna för att förhindra att flamskyddsmedel kommer ut i naturen är att via produktdesign minimera behovet av flamskydd samt återvinna och på rätt sätt ta hand om föremål som innehåller dem.